# KF Gramshi
El KF Gramshi es un equipo de fútbol de Albania que milita en la Kategoria e Dytë, la tercera liga de fútbol en importancia en el país.

## Historia
Fue fundado en la ciudad de Gramsh y nunca han estado en la Kategoria Superiore, pasando la mayor parte de su historia en los niveles amateur de Albania.
El club había conseguido su retorno a la Kategoria e Parë para la temporada 2015/16 luego de vencer 5-1 al KS Gramozi el 10 de mayo de 2015, pero el club declinó el ascenso.

## Palmarés
- Kategoria e Dytë: 1

2014/15
- Kategoria e Dytë Grupo B: 1

2014/15

## Entrenadores
- Besnik Bashaliu (2013-2014)
- Luan Metani (2014-)